# Stone Pushing Uphill Man
Stone Pushing Uphill Man es un álbum de estudio publicado por el guitarrista estadounidense Paul Gilbert, lanzado al mercado el 5 de agosto de 2014 por Shrapnel Records. Incluye versiones de canciones de Aerosmith, James Brown, The Police, The Beatles y otros.

## Lista de canciones
| N.º | Título                            | Duración |  |
| 1.  | «Working For the Weekend»         | 3:43     |  |
| 2.  | «Back in the Saddle»              | 4:42     |  |
| 3.  | «I Got the Feelin'»               | 2:09     |  |
| 4.  | «Goodbye Yellow Brick Road»       | 4:54     |  |
| 5.  | «Why Don't We Do It in the Road?» | 1:44     |  |
| 6.  | «Shock Absorber»                  | 5:12     |  |
| 7.  | «Purple Without All the Red»      | 2:02     |  |
| 8.  | «Murder by Numbers»               | 4:36     |  |
| 9.  | «My Girl»                         | 4:39     |  |
| 10. | «Wash Me Clean»                   | 3:20     |  |
| 11. | «Stone Pushing Uphill Man»        | 5:23     |  |

## Personal
- Paul Gilbert – Guitarra, bajo, bongos, voz
- Kenny Aronoff – Batería
- Mike Portnoy - Batería (pistas 1, 5)
- Chase Bryant - Bajo acústico
- Kris Persson - Percusión